# Sara Grynhaus
Sara Grynhaus-Turkow (ur. 15 października 1924) – polska aktorka teatralna żydowskiego pochodzenia, wieloletnia aktorka Teatru Żydowskiego w Łodzi, Dolnośląskiego Teatru Żydowskiego we Wrocławiu, a następnie Teatru Żydowskiego w Warszawie.

## Filmografia
Teatr Żydowski w Warszawie
- 1957: Dybuk
- 1956: 200 000
- 1956: Tewje Mleczarz

Dolnośląski Teatr Żydowski we Wrocławiu
- 1955: Młyn
- 1954: Juliusz i Ethel
- 1954: Pajęczyna
- 1953: Meir Ezofowicz

Teatr Żydowski w Łodzi
- 1953: Dom w getcie
- 1951: Trzydzieści srebrników
- 1951: Ongiś było...
- 1951: 200.000
- 1950: Sen o Goldfadenie